# 卵叶马尾杉
卵叶马尾杉（学名：Phlegmariurus ovatifolius）为石杉科马尾杉属下的一个种。

## 扩展阅读
- 維基物種上的相關：卵叶马尾杉